# Tervasalmi bro
Tervasalmi bro (finska: Tervasalmen silta) är en betongbro över sundet mellan Ontojärvi och Nurmesjärvi i Kuhmo i Finland.